# Карасёвский сельский округ
Карасёвский сельский округ — упразднённая административно-территориальная единица, существовавшая на территории Коломенского района Московской области в 1994—2003 годах.
Карасёвский сельсовет был образован в 1922 году в составе Акатьевской волости Коломенского уезда Московской губернии путём объединения Больше-Карасёвского и Мало-Карасёвского с/с.
В 1926 году Карасёвский с/с включал сёла Большое Карасёво и Малое Карасёво, станцию Карасёво и артель Эстонтруд.
В 1929 году Карасёвский с/с был отнесён к Коломенскому району Коломенского округа Московской области.
28 октября 1954 года в Карасёвском с/с был образован посёлок Лесной.
31 июля 1959 года к Карасёвскому с/с был присоединён Семёновский с/с.
20 августа 1960 года к Карасёвскому с/с были присоединены селения Апраксино, Большое Колычёво, Волохово, Захаркино, Зиновьево, Михеево и Щепотьево упразднённого Акатьевского с/с.
1 февраля 1963 года Колменский район был упразднён и Карасёвский с/с вошёл в Коломенский сельский район. 11 января 1965 года Карасёвский с/с был возвращён в восстановленный Коломенский район.
20 декабря 1966 года в Карасёвском с/с был образован посёлок Первомайский.
12 мая 1969 года из Карасёвского с/с в восстановленный Акатьевский с/с были переданы селения Большое Колычёво, Волохово, Захаркино, Зиновьево, Михеево и Молзино.
23 июня 1988 года в Карасёвском с/с был упразднён посёлок станции Карасёво.
3 февраля 1994 года Карасёвский с/с был преобразован в Карасёвский сельский округ.
23 сентября 2003 года Карасёвский с/о был упразднён, а его территория включена в Биорковский сельский округ.